# Cássia Carrascoza
Cássia Carrascoza Bomfim (São Paulo, 27 de novembro de 1968), é uma flautista brasileira, atuante como solista e instrumentista orquestral desde 1982, e como integrante de gravações brasileiras em áudio e vídeo desde 1998. Bacharel em flauta, mestre em musicologia e doutora em música pela Universidade de São Paulo, com especialização na Academia Liszt Ferenc de Budapest (Hungria), integrou a Camerata Aberta de São Paulo e foi primeira flauta da Orquestra Sinfônica Municipal de São Paulo e da Orquestra Jazz Sinfônica, sendo desde 2018 professora do Departamento de Música da Faculdade de Filosofia, Ciências e Letras de Ribeirão Preto da Universidade de São Paulo (FFCLRP-USP) e participando de grupos camerísticos como o Duo Graffiti, o Quinteto Pierrot e o Percorso Ensemble.

## Estudos e pesquisas
Concluiu o bacharelado em flauta em 1991 no Depto. de Música da Escola de Comunicações e Artes da Universidade de São Paulo, com Antônio Carlos Carrasqueira, participando, entre 1986-1987, da equipe de pesquisa que preparou para edição o Dicionário musical brasileiro de Mário de Andrade, no Instituto de Estudos Brasileiros da USP, sob a coordenação de Flávia Toni. Entre 1993-1996 estudou, como bolsista da Fundação VITAE, com István Matuz na Academia Franz Liszt de Budapest (Hungria) e, em 1997, com Harrie Staareveld e Emily Beynon no Conservatório Sweelinck de Amsterdam (Holanda). Em 2009 concluiu o Mestrado em Música na ECA-USP e, em 2016, o Doutorado em Musicologia na mesma instituição, apresentando em eventos acadêmicos o resultado de suas pesquisas.

## Atuação musical
Estreou como solista aos 14 anos de idade, à frente da Orquestra Sinfônica Jovem de Ribeirão Preto, sob a regência de Marcos Pupo Nogueira. De 1988 a 1993 integrou a Orquestra Jovem Municipal de São Paulo (atual Orquestra Experimental de Repertório). Em 1991 obteve o Prêmio Jovem Solista da Orquestra Experimental de Repertório e venceu o concurso para jovens solistas da Orquestra Sinfônica de Ribeirão Preto. Retornando ao Brasil, após os estudos na Europa entre 1993-1997, obteve em 1998 o quarto lugar no IX Prêmio Eldorado de Música e participou da Orquestra Vox Brasiliensis no projeto História da Música Brasileira, criado por Ricardo Kanji, Ricardo Maranhão e Paulo Castagna, passando a integrar, posteriormente, o Grupo Novo Horizonte de São Paulo, criado e dirigido por Graham Griffiths.
De 1999 a 2016 atuou como primeira flautista da Orquestra Sinfônica Municipal de São Paulo (participando também do Quinteto de Sopros dessa orquestra) e, de 2000 a 2014, como primeira flautista da Orquestra Jazz Sinfônica. Em 2010 passou a integrar a Camerata Aberta de EMESP (Escola de Música do Estado de São Paulo Tom Jobim), com a qual recebeu o prêmio APCA (Associação Paulista de Críticos de Arte) de música contemporânea em 2010 e o oitavo Prêmio Bravo em 2012. Com a Camerata Aberta participou das turnês de concertos na Bélgica, Holanda, Portugal e Estados Unidos (duas vezes), até o Governo do Estado de São Paulo encerrar as atividades do grupo em 2015. Com ex-integrantes da Camerata Aberta, participou da fundação, em 2015, do Quinteto Pierrot, no qual ainda atua, ao lado de Luís Afonso Montanha (clarinete), Martin Tuksa (violino), Alberto Mota Kanji (violoncelo) e Lidia Bazarian (piano).
Apresentou-se ao lado de instrumentistas de destaque, como o pianista Gilberto Tinetti e o violoncelista Watson Clis, iniciando, em 2001, o Duo Graffiti com o percussionista Ricardo Bologna. Participou de vários outros conjuntos de câmara desde 2001, como o Grupo Shakti e, desde 2006, do duo com o pianista Horácio Gouveia. Integra, desde sua fundação (2002), o Percorso Ensemble, com o qual já completou 15 anos de atividades ininterruptas.
Apresentou-se em salas de concerto internacionais, como as do Concertgebouw de Amsterdam, do Palais Bozar de Bruxelas, do Bethanienkloster de Amsterdam, da Kistérem Zeneakademia de Budapest, da Americas Society de Nova York e em inúmeras salas de concerto brasileiras, especialmente nos estados de São Paulo e Rio de Janeiro. Como solista apresentou-se à frente da Orquestra Sinfônica Municipal de São Paulo, da Orquestra Sinfônica de Miskolc (Hungria), da Orquestra Jazz Sinfônica de São Paulo, da Orquestra Sinfônica Municipal de Campinas, da Orquestra Sinfônica do Paraná, da Camerata Fukuda, da Orquestra Jovem do Estado de São Paulo e da Orquestra Sinfônica da USP (OSUSP), na Sala São Paulo. Participou também da Comissão de Seleção de instrumentistas para a Temporada 2012/2013 da Orquestra Sinfônica Municipal de São Paulo.
Destaca-se como intérprete (solista e camerista) do repertório clássico para flauta, tango contemporâneo e música contemporânea de concerto, tendo realizado a estreia e primeira gravação de obras de vários compositores brasileiros e internacionais.

## Gravações
Em 1998 participou, como integrante da Orquestra Vox Brasiliensis, dos CDs e vídeos gravados no projeto História da Música Brasileira, sob a regência de Ricardo Kanji. Em 2003 participou da gravação do CD Marisa Resende, da série Música de Câmara do LAMI (Laboratório de Acústica Musical e Informática) da ECA/USP, interpretando obras dessa compositora. Em 2008 participou da gravação do CD Trópico das Repetições de Silvio Ferraz, na obra Lês Silences D´un Ètrange Jardin para flauta solo, lançado pelo selo SESC.
Em 2009, como parte do Duo Graffiti (com Ricardo Bologna), gravou o CD Fronteiras (lançado em 2010) e, também com Ricardo Bologna, idealizou a Série + do Selo SESC, dedicada a interpretação de repertório de destaque dos séculos XX e XXI e ao estímulo da produção de novas obras por compositores brasileiros. Como flautista integrante do Percorso Ensemble, participou de dois títulos da Série +: Berio + e Ligeti +. Em 2016 integrou a equipe de entrevistados do documentário A democracia das madeiras, pelo selo SESC e, em 2017, lançou o CD Tempo transversal - flauta expandida, para flauta solo, também pelo selo SESC.

## Atuação didática
Foi professora de flauta da EMESP (Escola de Música do Estado de São Paulo Tom Jobim) de 2009 a 2015, tendo preparado alunos para aperfeiçoamento no exterior e formado vários flautistas já atuantes. Ingressou em 2018 no Departamento de Música da Faculdade de Filosofia, Ciências e Letras de Ribeirão Preto da Universidade de São Paulo (FFCLRP-USP).

## Seleção de vídeos
- «Orquestra Jazz Sinfônica»
- «Entrevista com Gabriel Chalita»
- «Duo Graffiti»
- «Camerata Aberta»
- «A democracia das madeiras (making of)»

## Seleção de áudios
- «Arrigo Barnabé - "Alma de Feltro" for Flute and Bass Clarinet, com Cássia Carrascoza»
- «Mané Silveira - "Improviso" for Flute and Bass Clarinet, com Cássia Carrascoza»
- «Tempo Transversal: Flauta Expandida - Álbum Completo (Selo Sesc)»
- «Rádio Apocalipse - Zumbido: Cássia Carrascoza (Selo Sesc)»
- «Rádio USP - Via Sampa: Entrevista com Cássia Carrascoza»